# Murphy (Caroline du Nord)
Pour les articles homonymes, voir Murphy.
La ville de Murphy est le siège du comté de Cherokee, situé en Caroline du Nord, aux États-Unis.

## Démographie
| 1870 | 1880 | 1890 | 1900 | 1910 | 1920  |
| ---- | ---- | ---- | ---- | ---- | ----- |
| 175  | 170  | 803  | 604  | 977  | 1 314 |

| 1930  | 1940  | 1950  | 1960  | 1970  | 1980  |
| ----- | ----- | ----- | ----- | ----- | ----- |
| 1 612 | 1 873 | 2 433 | 2 235 | 2 082 | 2 070 |

| 1990  | 2000  | 2010  | - | - | - |
| ----- | ----- | ----- | - | - | - |
| 1 575 | 1 568 | 1 627 | - | - | - |